# John Carty
John Carty is een traditionele violist en banjospeler en hij speelt ook fluit. Hij is van Ierse afkomst maar is geboren in Londen, Engeland. De familie ging later weer terug naar Boyle, County Roscommon in Ierland.  
John begon op 16-jarige leeftijd al te spelen op traditionele sessies maar na zijn terugkeer in Ierland  begon hij echt aan zijn loopbaan als erkend muzikant. 
Reeds in 1994 maakte hij al zijn eerste banjo-album The Cat ate the Candle. Inmiddels heeft hij drie solo-albums met viool, twee banjo-albums, één met gitaar en fluit en twee albums met een groep op zijn naam staan. In 1997 was hij oprichter van de formatie At the Racket, waarmee hij het gelijknamige album maakte en vervolgens later in 2001 het tweede album Mirth-Making Heroes. Zij toerden met de band door Europa.
In 2000 ging hij op pad met gitarist Arty McGlynn en maakte met hem zijn tweede viool-album Yeh, That's All It Is. John treedt regelmatig op met fluitist Matt Molloy en maakte met begeleiding van Arty McGlynn een cd. Zijn optreden beperkt zich niet alleen tot Ierland maar hij werkt ook in Australië en de Verenigde Staten onder andere met Patrick Street. 

## Discografie
- The Cat ate the Candle - 1994
- Last Night's Fun, met Brian McGrath - 1996
- At the Racket - 1998
- Yeh, That's All It Is, met Arty McGlynn en Brian McGrath - 2000
- At the Racket, - Mirth-Making Heroes – 2001
- At It Again, met Brian McGrath -  2003.
- I Will If I Can, met Alec Finn, Brian McGrath en Johnny McDonagh - 2005
- Upon My Soul, met Alec Finn